# 黄岛长吻虫
黄岛长吻虫（学名：Saccoglossus hwangtauensis）一种分布于中华人民共和国山东省青岛市胶州湾潮间带、潮下带的肠鳃类动物，隶属于玉钩虫科长吻虫属。

## 形态特征
黄岛长吻虫身体柔软，呈蠕虫状。全长290毫米，吻部平均长为15.6毫米，平均宽5.6毫米。领部宽而短，平均长2.85毫米，宽5毫米。位于躯干部前部背面的鰓生殖部发达，前端与领部后缘相连，长约200毫米。生殖翼之间有两条淡色的隆起，向后逐渐接近直至紧贴。吻、领和鰓生殖翼的前半部为淡橘黄色，鰓生殖翼的后半部和肝盲囊为绿褐色，越往后褐色素逐渐减少，黄色素逐渐变多，至尾的后部完全变为黄色。